# أصيصاء
الأَصِيصَاء أو الفطر الأصيصي (الاسم العلمي: Chytridium) هو جنس من الفطريات يتبع الفصيلة الأصيصية من رتبة الأصيصيات.